# Life (pel·lícula de 2015)
Life és una pel·lícula de drama biogràfica de 2015 dirigida per Anton Corbijn i escrita per Luke Davies. Està basada en l'amistat del fotògraf de la revista Life Dennis Stock amb l'actor de Hollywood James Dean i la protagonitzen Robert Pattinson com a Stock i Dane DeHaan com a Dean.
La pel·lícula és una coproducció dels Estats Units, el Regne Unit, Alemanya, el Canadà i Austràlia produïda per Iain Canning i Emile Sherman de See-Saw Films i Christina Piovesan de First Generation Films cofinançada per Barry Films Production.
Es va rodar del febrer a l'abril de 2014 a Toronto i Los Angeles. La pel·lícula es va estrenar al 65è Festival Internacional de Cinema de Berlín el 9 de febrer de 2015. Als Estats Units es va estrenar als cinemes i a plataformes digitals simultàniament el 4 de desembre de 2015.

## Sinopsi
La trama segueix Dennis Stock, que traballa a la Magnum Photos Agency i que rep l'encàrrec de gravar l'estrella ascendent de Hollywood James Dean, abans de l'estrena de A l'est de l'edèn. Es van fer amics durant l'encàrrec, mentre viatjaven de Los Angeles a Nova York i Indiana.

## Repartiment
- Robert Pattinson com a Dennis Stock
- Dane DeHaan com a James Dean
- Sir Ben Kingsley com a Jack L. Warner
- Joel Edgerton com a John G. Morris
- Alessandra Mastronardi com a Pier Angeli
- Stella Schnabel com a Norma
- Michael Therriault com a Elia Kazan
- Kristen Hager com a Veronica
- Kelly McCreary com a Eartha Kitt
- Eva Fisher com a Judy Garland
- Jack Fulton com a Rodney Stock, fill de Dennis
- Kasey Lea com a Marcus "Markie" Winslow Jr., cosí de Dean
- Peter Lucas com a Nicholas Ray
- Lauren Gallagher com a Natalie Wood
- John Blackwood com a Raymond Massey
- Kristian Bruun com a Roger
- Caitlin Stewart com a Julie Harris
- Nicholas Rice com a Lee Strasberg
- Phil Hayes com a Marshall
- Eve Crawford com a tieta Ortense
- Ron White com a oncle Marcus